# Nóvoye Vremia
Nóvoye Vremia (ruso: Новое время: Nuevos Tiempos) fue un diario ruso publicado en San Petersburgo desde 1868 hasta 1917.
El diario se editaba cinco veces a la semana hasta 1869, para pasar a publicarse diariamente hasta 1881 en que se editaban dos ediciones diarias, por la mañana y por la tarde. A partir de 1891, añadió un suplemento ilustrado semanal.
El periódico comenzó como una publicación liberal. En 1872, publicó un editorial celebrando la aparición en Rusia del primer volumen de la obra de Karl Marx El Capital. Después de que Suvorin se hiciese cargo del diario, éste adquirió fama como defensor servil del gobierno, en parte debido a los artículos antisemitas y reaccionarios de Víktor Burenin (en). El Nóvoye Vremia consiguió convertirse en uno de los diarios más populares de Rusia, llegando a una circulación diaria de 60.000 ejemplares y contando con la colaboración de autores de renombre como Antón Chéjov, que colaboró en la publicación hasta que rompió con Suvorin a finales de 1890.
El diario fue rechazado por la intelectualidad liberal de principios del siglo XX y por los bolcheviques. Tras la Revolución de Octubre de 1917, fue clausurado.
No debe confundirse el diario Nóvoye Vremia, con la actual revista del mismo nombre, fundada en 1943.

## Editores
- A. K. Krikor y N. N. Yumátov (1868—1872)
- F. N. Ustryálov (1872—1873)
- Ósip Notóvich (1873—1874)
- K. V. Trúbnikov (1874—1876)
- A. S. Suvorin (1876—1912) (Alekséi Suvorin, en inglés)
- A. S. Suvorin Company (1912—1917)